# Доб (блюдо)
Доб (фр. Daube) — это классическое прованское (или, в более широком смысле, французское) рагу, приготовленное из недорогой говядины, баранины, тушенной в вине, овощах, чесноке и прованских травах и традиционно приготовленное в добьере, специальном горшочке для тушения. Традиционный daubière представляет собой терракотовый горшок, который напоминает кувшин, с вогнутой крышкой. На крышку наливается вода, которая конденсирует влагу внутри, обеспечивая длительное приготовление, необходимое для размягчения небольших кусков мяса. Мясо, используемое в добе, вырезается из плеча и спины быка, хотя некоторые предполагают, что блюдо должно быть сделано из трёх кусков мяса: «студенистая голень для тела, рёбра для вкуса и вырезка для твердости». Хотя большинство современных рецептов требуют красного вина, меньшее количество требует белого, как и самые ранние записанные рецепты доба. Доб с бараниной традиционно готовят с добавлением белого вина.
Провансальское слово adobar (adoubà) означает «готовить, устраивать», и происходит от провансальского слова dòba («тушеное мясо»).
Существуют также варианты с оливками, черносливом и приправленные утиным жиром, уксусом, бренди, лавандой, мускатным орехом, корицей, гвоздикой, ягодами можжевельника или апельсиновой цедрой. Для лучшего вкуса его готовят в несколько этапов и охлаждают в течение дня после каждого этапа, чтобы ароматы соединились. Традиционно рагу нужно долго варить и готовить накануне вечером.

## Добьер

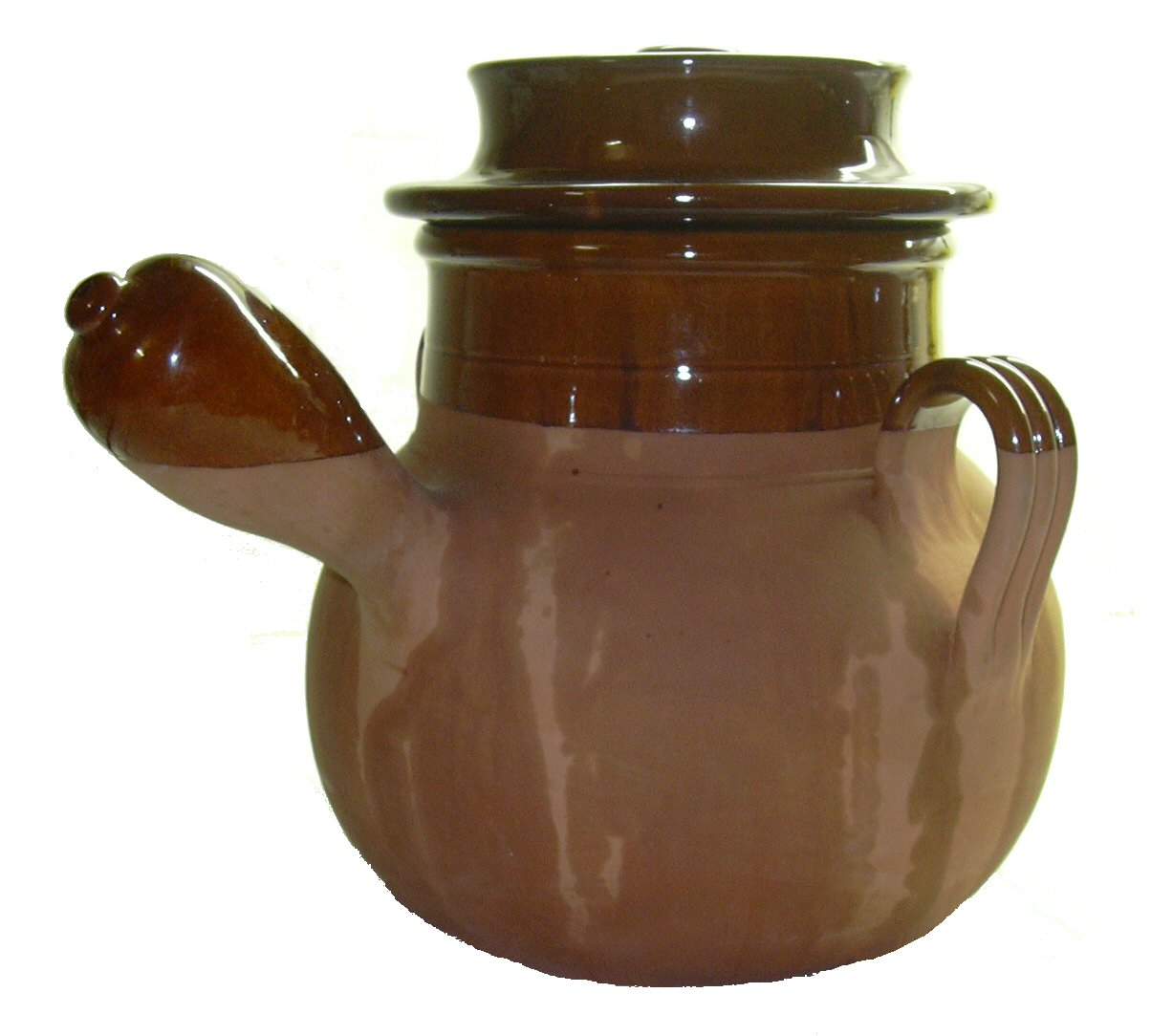
Добьер

Доб традиционно готовится в добьере, пузатом глиняном горшке с небольшим основанием и небольшим углублением (жёлобом) на крышке, в которую наливается вода. Горшок наполняется и ставится на угли или на плиту, канал крышки заполняется водой, и содержимое медленно готовится. Используется как можно меньше жидкости, а глиняный горшок предотвращает высыхание содержимого. Соединительные ткани в мясе желируются, а не растворяются. Вода в крышке поддерживает температуру не выше кипения, предотвращая переваривание содержимого. Температура в верхней части кастрюли ниже, чем в нижней, что создает цикличность паров и сиропообразный результат.

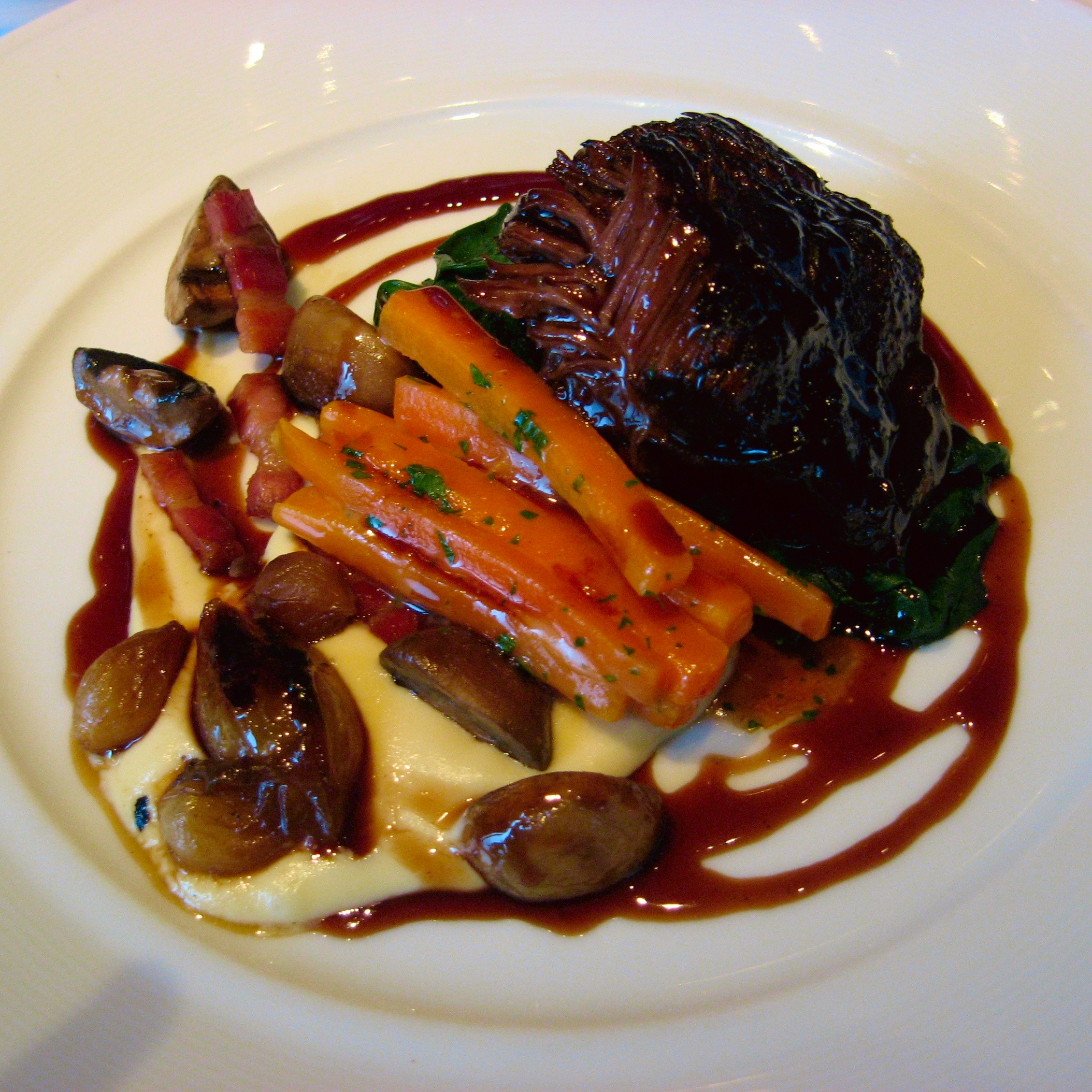
Говядина со шпиком, морковью и шампиньонами, подается с пюре из пастернака
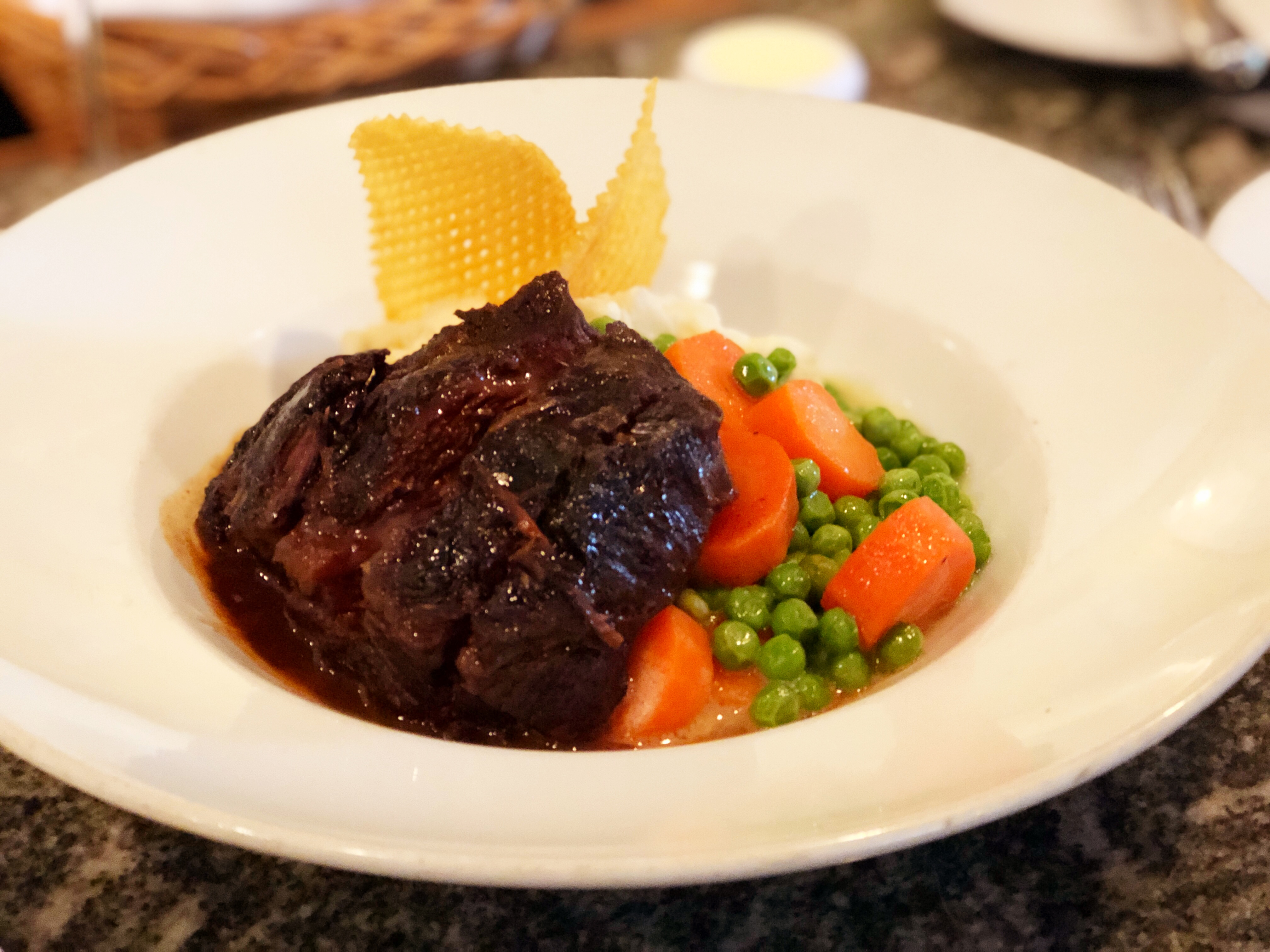
Говяжий доб с морковью и горохом в масле в бистро Jeanty в Юнтвилле, Калифорния
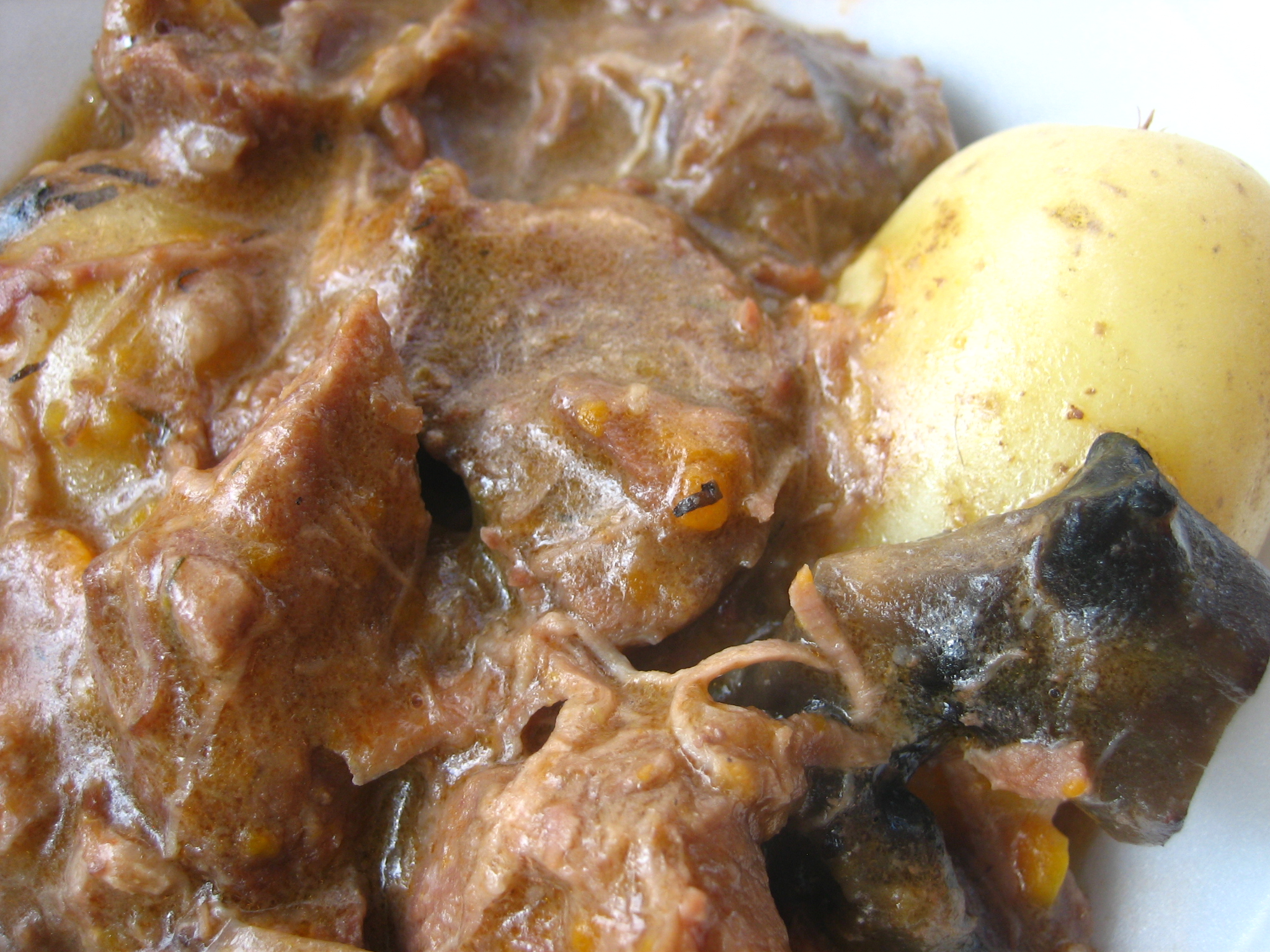
Доб из говядины и картофеля